# Sępówka
Sępówka (niem. Geiers Berg, 438 m n.p.m.) – wzgórze w południowo-zachodniej Polsce, w Górach Suchych, w Sudetach Środkowych.
Wzniesienie zbudowane z melafirów nad doliną z ciekiem Marcowski Potok rozdzielające domy i miejscowości Rudawa i Błogocice.